# Diego Moya Chamorro
Diego Alonso Moya Chamorro (Santiago de Chile, 19 de octubre de 1998) es un deportista chileno que compite en triatlón.
Ganó una medalla de plata en el Campeonato Panamericano de Triatlón de 2022. Participó en los Juegos Panamericanos de 2023, obteniendo el octavo lugar en las pruebas masculina individual y relevo mixto, que se desarrolló en la ciudad de Viña del Mar.

## Palmarés internacional
| Campeonato Panamericano | Campeonato Panamericano | Campeonato Panamericano | Campeonato Panamericano |
| Año                     | Lugar                   | Medalla                 | Prueba                  |
| ----------------------- | ----------------------- | ----------------------- | ----------------------- |
| 2022                    | Montevideo (Uruguay)    | Medalla de plata        | Individual              |